# Dayu (köpinghuvudort i Kina, Jiangsu Sheng, lat 32,31, long 121,30)
Dayu är en köpinghuvudort i Kina. Den ligger i provinsen Jiangsu, i den östra delen av landet, omkring 240 kilometer öster om provinshuvudstaden Nanjing. Antalet invånare är 82 661. Befolkningen består av 46 044 kvinnor och 36 617 män. Barn under 15 år utgör 9,0 %, vuxna 15-64 år 68 %, och äldre över 65 år 21,0 %.
Dayu är det största samhället i trakten. Trakten runt Dayu består till största delen av jordbruksmark.
Genomsnittlig årsnederbörd är 1 257 millimeter. Den regnigaste månaden är juli, med i genomsnitt 219 mm nederbörd, och den torraste är januari, med 35 mm nederbörd.